# Assück
Assück est un groupe américain de grindcore, originaire de St. Petersburg, en Floride, actif entre 1987 et 1999.

## Histoire
Assück est formé par le chanteur Paul Pavlovich et le guitariste Steve Heritage. Le groupe connait plusieurs changements de line-up, notamment en changeant quatre fois de chanteur. Malgré ces changements, Assück conserve son son lourd et rapide — et sa sensibilité anarchiste — de son premier à son dernier album.

## Postérité
Le groupe s'est avère influent, leur album Anticapital (1991) ayant été élu no 4 dans la liste  des 20 meilleurs albums américains de grindcore du Terrorizer ; Terrorizer le décrit comme une « batterie de bas calibre de grind sombre, malveillant et chargé de doom, situé quelque part entre les premiers Napalm Death et les premiers morceaux de Bolt Thrower ».
Selon le journaliste Greg Pratt, « Assück est un groupe incroyable avec probablement le meilleur batteur de metal [Rob Proctor], bien que personne ne mentionne jamais son nom. Ils combinent des paroles poétiques et politiques bien écrites avec des chansons accrocheuses, une musicalité folle et une brutalité rapide et bruyante que personne n'a égalée depuis ».
Dans le Maximumrocknroll, Felix von Havoc décrit les racines punk et metal de ce groupe, en déclarant que « Assück réussit à combiner la colère, la fureur et le commentaire social d'un groupe punk avec la musicalité et la qualité de production d'un groupe de death metal ». 

## Discographie

### Albums studio
- 1991 : Anticapital (Sound Pollution)
- 1997 : Misery Index (Sound Pollution)

### EP
- 1989 :Born Backwards (démo) (Liquified Tapes)
- 1990 :Necrosalvation (vinyle) (Rigid Records)
- 1990 : Split vinyle avec Old Lady Drivers (No System)
- 1992 :Blindspot (Open Records)
- 1992 :State to State (SOA)

### Compilation
- 1994 : Anticapital/Blindspot +3 (Sound Pollution)